# Peter J. Lucas

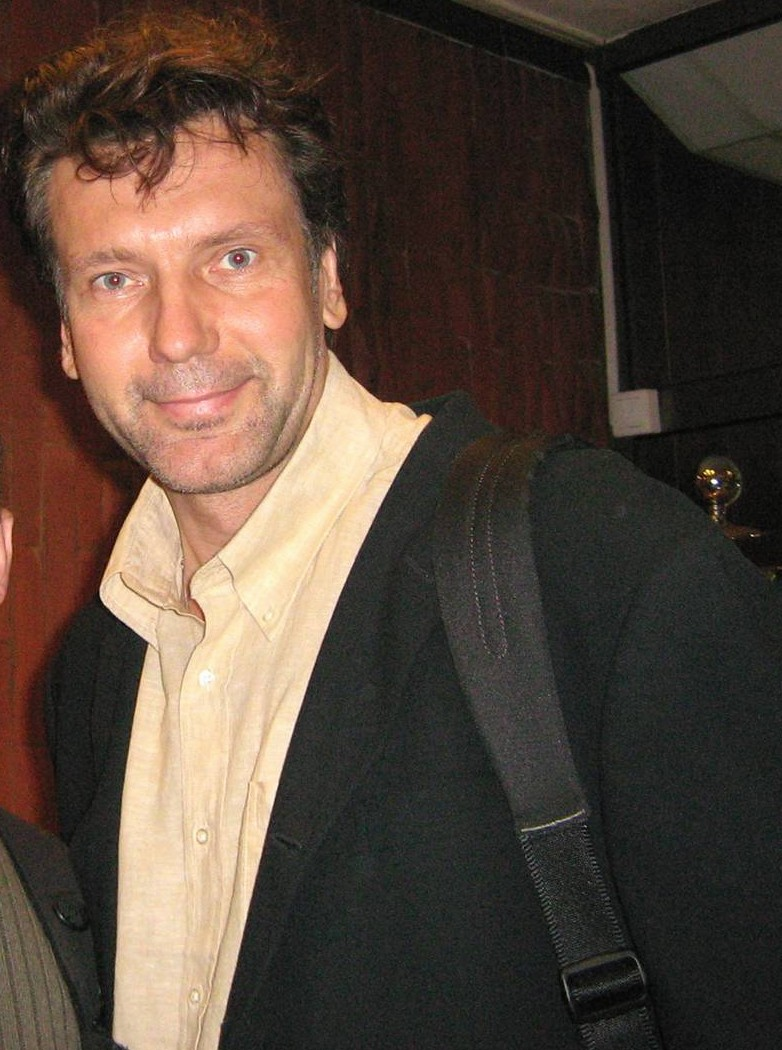
Peter J. Lucas (2007)

Peter J. Lucas, eigentlich Piotr Józef Andrzejewski (* 2. Juni 1962 in Września, Polen) ist ein polnischer Schauspieler.

## Leben
Peter J. Lucas wurde als Piotr Józef Andrzejewski geboren. Er studierte Agraringenieurswissenschaften an der Polytechnischen Hochschule in Posen. Parallel dazu studierte er auch Tanz, Gesang und Schauspiel. Nachdem er sich erfolgreich als Theaterschauspieler etablieren konnte, ging er 1987 nach England, wo er mehrere Werbespots drehte. Mit dem verdienten Geld zog er 1989 weiter in die USA, wo er sich auf seine Schauspielkarriere konzentrierte wollte. Allerdings erhielt er keine Rollenangebote, sodass er zurück nach Polen kehrte. Dort wurde er von seiner Familie ermutigt, es erneut zu probieren. Beim zweiten Versuch konnte er mehrere kleine Rollen in Fernsehserien wie Mord ist ihr Hobby und Baywatch Nights bekommen und spielte in Filmen wie Independence Day, Gefährliches Vertrauen und In eisige Höhen – Sterben am Mount Everest mit.
Lucas war ab 1991 mit einer Modedesignerin verheiratet, mit der er eine Bekleidungsfirma in den USA betrieb. Als Lucas ein außereheliches Kind mit Agnieszka Koniecka, der Produzentin der polnischen Version von Dancing Stars, bei der er selbst als Kandidat mitwirkte, zeugte, ließen sie sich scheiden.

## Filmografie (Auswahl)
- 1994: Mord ist ihr Hobby (Murder, She Wrote, Fernsehserie, eine Folge)
- 1995: Baywatch Nights (Fernsehserie, eine Folge)
- 1995: The Beast Within: A Gabriel Knight Mystery (Videospiel)
- 1996: Independence Day
- 1997: Gefährliches Vertrauen (Too Good to Be True)
- 1997: In eisige Höhen – Sterben am Mount Everest (Into Thin Air: Death On Everest)
- 2000: Sheena – Königin des Dschungels (Sheena, Fernsehserie, eine Folge)
- 2003: Born 2 Die (Cradle 2 the Grave)
- 2006: Inland Empire
- 2011–2012: Nikita (Fernsehserie, 6 Folgen)